# Batignano
Batignano ist ein Ortsteil (Fraktion, italienisch frazione) von Grosseto in der Provinz Grosseto, Region Toskana in Italien.

## Geografie
Der Ort liegt 12 km nördlich des Hauptortes und der Provinzhauptstadt Grosseto. Der Ort liegt bei 150 m s.l.m. und hatte 2001 ca. 600 Einwohner. Er liegt an einem südlichen Ausläufer des Berges Monte Leoni (614 m). Nachbarorte sind Sticciano (nördlich, Gemeinde Roccastrada), Montorsaio (nordöstlich, Gemeinde Campagnatico), Roselle (südlich) und Montepescali (südwestlich, beide Ortsteile von Grosseto). Der Ort ist von einem mittelalterlichen, heute noch teilweise vorhandenen, Mauerring (12.–14. Jahrhundert) umgeben. Das nördliche Zugangstor ist die Porta Senese, das südliche die Porta Grossetana.

## Geschichte
Erstmals dokumentiert wurde der Ort 1119, als die Familie der Visconti, Vasallen der Aldobrandeschi, herrschte. Das Dokument, eine Schenkung, stammt von den Kindern und der Witwe des Paganuccio Visconte. Zu dieser Zeit wurde der Bergbau, besonders für Silber und Blei, wichtig für den Ort. Ugolino Visconti handelte 1178 einen Vertrag mit der Republik Siena aus, der dieser ein Drittel der Schöpfrechte verschaffte. Die Beziehungen zu den Aldobrandeschi blieben davon unberührt. Ildebrandino Aldobrandeschi setzte 1213 Manto di Grosseto (Manto di Guglielmo degli Abati di Malia) als Herrscher für das Castello ein, die Minen blieben bei den Aldobrandeschi. Nach dem Tod des Manto 1231 herrschte die Familie der Suvera (auch Sughera, Verwandte der Visconti), die sich nach der Schlacht von Montaperti der wiedererstarkten Republik aus Siena unterwarf. Danach fiel der Ort an den Familienzweig der Aldobrandeschi aus Santa Fiora. Im frühen 14. Jahrhundert übernahmen zunächst die Fonteguerri und dann die Piccolomini aus Siena die Herrschaft über den Ort, die den Ort dann 1363 an die Republik Siena verkauften. Die ersten Statuten gab sich der Ort 1373. Nach der Niederlage der Republik Siena gegen Cosimo I. de’ Medici ging Batignano mit Siena in das Großherzogtum Toskana ein.

## Sehenswürdigkeiten

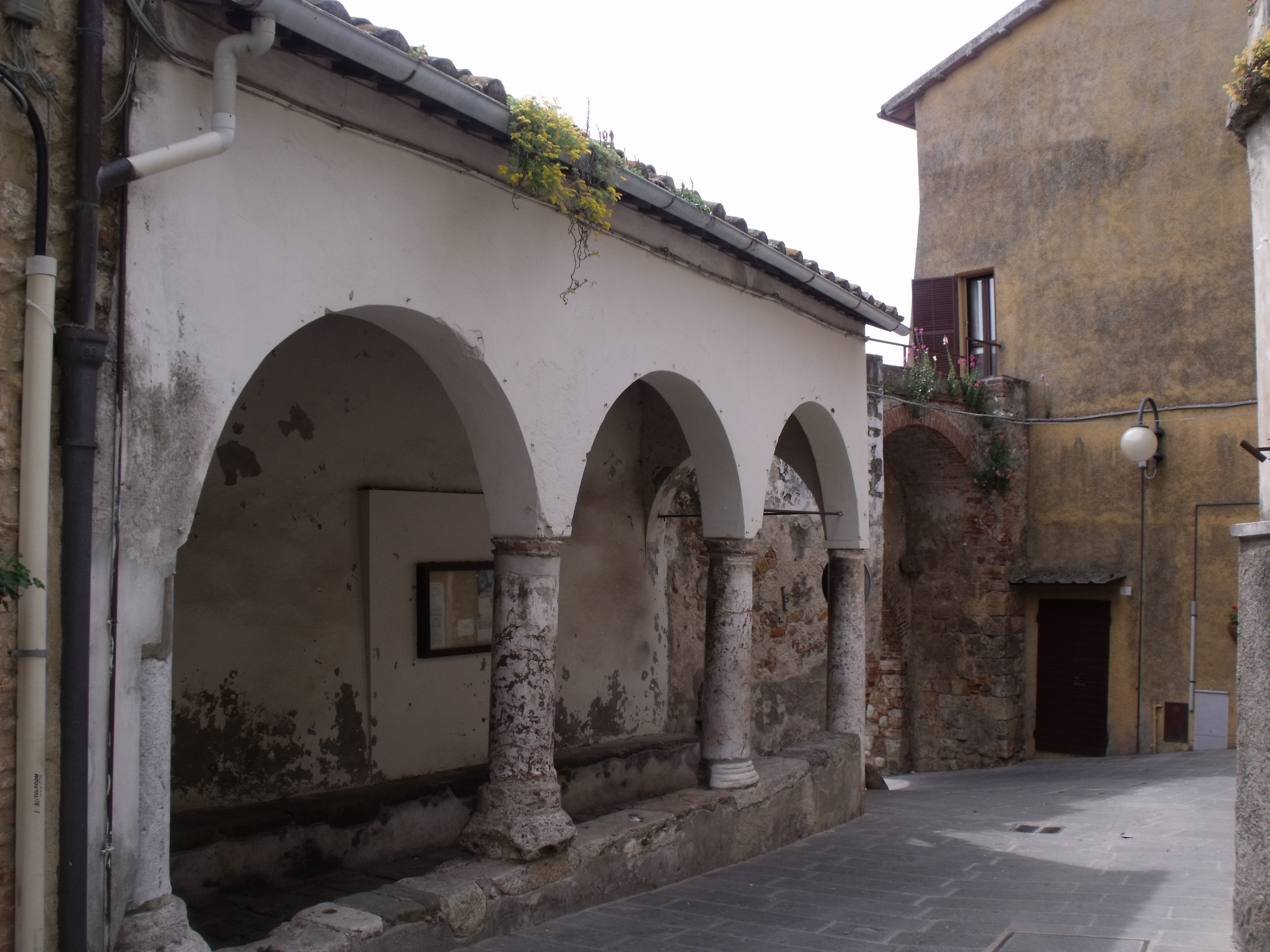
Die Loggia di Bino degli Abati, rechts die Innenseite der Porta Grossetana

- Pieve di San Martino, erstmals 1188 in einem Dokument von Papst Clemens III. erwähnte Pieve im Ortskern. Das Taufbecken aus Marmor stammt aus dem 15. Jahrhundert. Während der Restaurierungen in den 1960er Jahren kamen hier Fresken aus dem 14. Jahrhundert zum Vorschein. Enthält zudem die Holzurne des Giovanni Nicolucci, die vorher im Convento Santa Croce war.[7]
- Confraternita di San Giuseppe, Kirche im Ortskern aus dem 17. Jahrhundert.[2]
- Loggia di Bino degli Abati, dem Bino degli Abati del Malia (1334 verstorbener Condottiere) gewidmete Loggia im Ortskern nahe der Porta Grossetana.[5] Wurde mit Teilen aus römischer Zeit aus Roselle errichtet.
- Oratorio di San Michele Arcangelo, ehemaliges Oratorium im Ortskern.
- Convento di Santa Croce, früher Santa Lucia, Konvent außerhalb des Ortskerns aus dem frühen 17. Jahrhundert. Gehörte zunächst zum Augustinerorden, dann zur Observanzbewegung und ist ab dem Anfang des 19. Jahrhunderts in Privatbesitz.[7] Der 1626 fertiggestellte Bau wurde von Maria Magdalena von Österreich finanziert, um eine Grabstätte für den hier verstorbenen Giovanni da San Guglielmo (Giovanni Nicolucci, 1552–1621) zu schaffen. Die Eingangstür zum Kreuzgang enthält eine Lünette von Giuseppe Nicola Nasini.[5] 1969 kaufte Adam Pollock das Anwesen. Unter seiner Leitung fand hier von 1974 bis 2004 das Batignano Opern-Festival statt[8], an dem unter anderem James Bowman (1976, Tamerlano, erste Aufführung des Stückes in historischer Aufführungspraxis), Italo Calvino (1981, Textfassung von Zaide), Åsa Dornbusch, Alison Hagley (1985) und Jonathan Nott (1988) teilnahmen.
- Necropoli di Nomadelfia, Nekropole aus der Eisenzeit.

## Verkehr
Der Ort hat eine Anschlussstelle an der Strada Statale 223 di Paganico.